# Hunor Csergő
Hunor Csergő (* 20. November 1995 in Gheorgheni) ist ein rumänischer Eishockeyspieler, der seit 2021 beim Újpesti TE aus der ungarischen Hauptstadt Budapest in der südosteuropäischen Ersten Liga spielt.

## Karriere

### Club
Hunor Csergő begann seine Karriere in seiner Geburtsstadt beim CS Progym Gheorgheni, für den er bis 2021 spielte. Im Juniorenbereich stand er aber neben seinen Einsätzen für den CS Progym auch für andere Klubs, wie z. B. den HSC Csíkszereda, in der ungarischen U18-Liga auf dem Eis. Bereits in der Spielzeit 2011/12 debütierte er für seinen Stammverein in der rumänischen Eishockeyliga. Seit sich der Klub 2018 in Gyergyói HK umbenannt hatte, spielte er mit der Mannschaft auch in der multinationalen Ersten Liga. Seit 2021 spielt er für den ungarischen Hauptstadtklub Újpesti TE ebenfalls in der Ersten Liga.

### International
Csergő war für Rumänien bereits im Juniorenbereich bei Weltmeisterschaften aktiv: Er nahm an den U18-Weltmeisterschaften 2011 und 2013 sowie an den U20-Weltmeisterschaften 2013, 2014 und 2015 jeweils in der Division II teil.
Sein Debüt in der Herren-Nationalmannschaft gab Csergő bei der Weltmeisterschaft 2015 in der Division II, wo ihm mit seinem Team der Aufstieg in die Division I gelang. Dort spielte er mit seinem Team dann 2016 und 2019.

## Erfolge
- 2015 Aufstieg in die Division I, Gruppe B bei der Weltmeisterschaft der Division II, Gruppe A
- 2019 Aufstieg in die Division I, Gruppe A bei der Weltmeisterschaft der Division I, Gruppe B